# Pleasant Valley State Prison
Pleasant Valley State Prison (PVSP) är ett delstatligt fängelse för manliga intagna och är belägen i Coalinga, Kalifornien i USA. Fängelset förvarar intagna från samtliga säkerhetsnivåer. PVSP har en kapacitet på att förvara 2 308 intagna men för den 23 november 2022 var det överbeläggning och den förvarade 2 661 intagna.
Fängelset invigdes 1994.
Personer som varit intagna på PVSP är bland andra Flesh-N-Bone, Erik Menendez, Hans Reiser, Sirhan Sirhan och X-Raided.